# 接吻 (2008年の映画)
『接吻』（せっぷん）は、2008年3月8日に公開された日本のサスペンス映画。監督は万田邦敏。
キャッチフレーズは、「この愛は理解されなくてもいい。やっとあなたという人にめぐりあえたのです」「究極の愛が行き着いた、衝撃の結末」。

## ストーリー
遠藤京子（小池栄子）は、28歳の独身OLだ。人付き合いが少ない彼女は、同僚から押しつけられた仕事をひとり残業して片づけてから帰宅する、そんな孤独な日々を過ごしていた。ある日、夕食を終えた京子が台所で皿洗いをしていると、何気なく点けていたテレビのニュース番組で、一家殺害事件の容疑者として逮捕された坂口秋生（豊川悦司）の笑顔が映し出される。その無言の笑顔に惹きつけられた彼女は、その夜以降、新聞や雑誌などを通じて知ることのできる坂口の情報を全てノートブックに記録するようになる。
一方、坂口は国選弁護人の長谷川（仲村トオル）や裁判官にも一切を語らず、沈黙を守り続けていた。そんな坂口を初公判から観察していた京子は「あの人の声が聞きたい」と思い、長谷川に坂口への差し入れを頼む。少しずつ京子に惹かれていく長谷川は、坂口に接近しすぎないほうがよいと京子に忠告するが、坂口と京子は文通を始める。その後、京子と長谷川は群馬県に暮らす坂口の兄（篠田三郎）の元を訪れ、坂口の生い立ちを聞く。帰途についた京子は、ついに坂口と接見する。接見室のガラス窓越しに親密な時間を過ごした坂口と京子は、やがて獄中結婚する。そんな折、一審で死刑判決が下った坂口の控訴を、長谷川が記者会見で発表する。そのことをテレビで知った京子は怒りをあらわにする。
後日、京子と長谷川は、坂口が待つ面会室へ向かう。その道すがら、京子は長谷川にプレゼントを渡す。面会室で、京子は坂口に誕生日ケーキを差し出す。坂口が蝋燭の火を吹き消す一瞬、京子は長谷川の鞄からプレゼントを抜き取る。坂口と京子は抱擁するが、坂口は京子の右手に握られたナイフで胸を刺されて絶命する。その直後、一旦は長谷川にも襲いかかろうとした京子は、唐突に長谷川と接吻する。看守に取り押さえられ、連行されてゆく京子に向かって、長谷川は「僕が弁護する」と叫ぶ。それに対して、京子は「私のことは放っといて」と応じる。

## キャスト
- 小池栄子：遠藤京子
- 豊川悦司：坂口秋生
- 大西武志：井上治
- 仲村トオル：長谷川ユキヒデ
- 篠田三郎：坂口辰巳

## 評価
本作は第23回高崎映画祭において最優秀作品賞を受賞した。2008年の第30回ヨコハマ映画祭では、万田邦敏と万田珠実が脚本賞を受賞し、小池栄子が主演女優賞を受賞した。小池栄子は第63回毎日映画コンクールでも主演女優賞に選ばれた。